# Until Death Overtakes Me/I Dream No More
Until Death Overtakes Me/I Dream No More ist ein Demo-Split-Album zweier Musikprojekte des belgischen Musikers Stijn van Cauter.

## Geschichte
Das Split-Album Until Death Overtakes Me/I Dream No More entstand im Jahr 2000 als erste Veröffentlichung beider beteiligten Projekte sowie als Beginn des Labels Nulll Records mit der Katalognummer NULLL 001.
Nachdem Stijn van Cauter als Schüler begonnen hatte Musik zu spielen baute er sich das Heimstudio Templa Libitina auf und begann mit unterschiedlichen Musikstilen zu experimentieren. So initiierte er das Funeral-Doom-Projekt Until Death Overtakes Me und das Dark-Ambient-Projekt I Dream No More zu dieser Zeit. Die Musik des Split-Albums spielte van Cauter in seinem Heimstudio ohne die Beteiligung von Produzenten, Technikern oder Gastmusikern ein. Bedeutung wurde dem Album als Blick auf die Ursprünge von van Cauters Hauptprojekt zugeschrieben.

## Albuminformationen
Von dem im November 2000 veröffentlichte Demo-Split-Album produzierte van Cauter acht Exemplare, die er als Demoaufnahmen beider Projekte versandte. Mit einer Gesamtspielzeit von 1:10:11 Stunden waren drei Stücke von Until Death Overtakes Me und ein Stück von I Dream No More enthalten. Alle Stücke wurden für spätere Veröffentlichungen erneut eingespielt. Die Until-Death-Overtakes-Me-Stücke Silent Dreams und They Never Hope für Symphony I - Deep Dark Red und In the Mist für Symphony II - Absence of Life, das I-Dream-No-More-Stück Hibernus Silentius für Fade – Die. Dabei variierte van Cauter den Stil der Stücke von Until Death Overtakes Me für die Wiedereinspielungen weiter zum Funeral Doom.

### Titelliste
1. Until Death Overtakes Me: They Never Hope: 17:35
2. Until Death Overtakes Me: Silent Dreams: 15:40
3. Until Death Overtakes Me: In the Mist: 23:06
4. I Dream No More: Hibernus Silentius: 13:50

### Stil
Die Musik der Split-Veröffentlichung entspricht überwiegend dem Ambient und Dark Ambient. Gitarren und Keyboardeffekte werden nur reduziert eingesetzt. Die vermittelte Atmosphäre entspricht dabei einer „schwarzen und depressiven Leere“. Alle Klänge der Until-Death-Overtakes-Me-Stücke erscheinen in den Hintergrund arrangiert. Dunklen celloartige Klänge und extremer Minimalismus prägen die Veröffentlichung. Doch die Musik weist, anders als spätere Veröffentlichungen dieses Projektes noch keinen Gesang und „keine Andeutung von Metal“ auf. Die Musik von I Dream No More findet indes nicht im Hintergrund statt. „Trommelgeräusche, die wie Kanonen klingen, die langsam und gleichmäßig feuern, wiederholen sich immer wieder. Ein dunkles Brummen, ähnlich einem Bootsmotor, pulsiert unter den Kanonen. Und am Ende gibt es den sehr minimalistischen Synthesizer, der inmitten all dieses Lärms eine traurige kleine Melodie spielt.“